# 坂廣組
坂廣組位於岐阜縣高山市片野町本部的設置地，日本的指定暴力團之一、五代目山口組旗下的二次團體。2005年8月 坂廣組解散。

## 略歷
「坂井廣」原為本多會系平田會瀨古安會成員。本多會解散後，瀨古安會加入三代目山口組為直參，「坂廣組」成為3次團體，上部團體為瀨古安會。之後，瀨古安會與菊田組合併為山心會。1979年8月，坂井與另外7名山心會的幹部共同升格為山口組的直參。2005年8月，坂井引退。原地盤由「廣龍組」繼承。

## 最高幹部
- 組長・坂井 廣（本名「吳 廣」；第五代山口組若眾、原山心會幹部）
- 若頭・吳 天明（吳會會長）
- 初任本部長・河野孝光（第五代野田一家總長）
- 次任本部長・村田 正